# Amigdoscalpellum hispidum
Amigdoscalpellum hispidum is een rankpootkreeftensoort uit de familie van de Scalpellidae. De wetenschappelijke naam van de soort werd in 1890 voor het eerst geldig gepubliceerd door Georg Ossian Sars.